# Klondike (Solitaire)

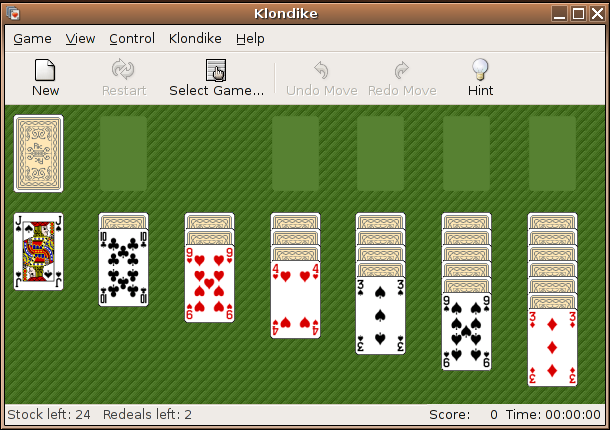
Klondike für GNOME

Als PC-Spiel unter dem Namen Klondike oder Solitaire hat die auch als Kleine Harfe bekannte Variante der Patiencen große Bekanntheit erlangt.

## Klondike für Mac
Klondike für Mac ist bereits 1984, fünf Jahre vor der Windows-Version, erschienen und wird durch Michael Casteel gepflegt. Das Spiel wird heute weiterhin für macOS, sowie als iKlondike für iPhone, iPad und iPod Touch angeboten. Das Programm umfasst neben der Klondike-Variante noch weitere Patience-Varianten.

## Microsoft Solitaire
Eine Umsetzung für Windows wurde 1989 durch Wes Cherry entwickelt, während er als Praktikant für Microsoft arbeitete. Cherry entwickelte das Spiel auf eigene Faust für Windows 2.1, um seinen Programmierstil zu verbessern. Einige Manager von Microsoft sahen das Spiel und beschlossen, es unter dem Namen Solitaire, im Deutschen Solitär, mit Windows 3.0 auszuliefern. Seit 1990 ist das Spiel standardmäßiger Bestandteil des Betriebssystems. Im Lauf der Jahre wurden auch die dort mitgelieferten Versionen durchweg weiterbearbeitet und durch zusätzliche Varianten ergänzt, zuletzt als Teil der Microsoft Solitaire Collection.

## Klondike auf anderen Systemen
Das Spiel ist mittlerweile für alle gängigen Betriebssysteme mit grafischer Oberfläche verfügbar, meist unter dem Namen Klondike. Beispielsweise wird es bei einer KDE-Standardinstallation mitinstalliert. Unter Android lässt es sich als Teil der open-source Spielesammlung Solitaire Card Games for Android™ spielen. Auch die Spielesammlung 51 Worldwide Games, die 2020 für die Nintendo Switch erschien, enthält das Spiel unter dem Namen Klondike-Solitaire.